# Ilex englishii
Ilex englishii är en järneksväxtart som beskrevs av John Henry Lace. Ilex englishii ingår i släktet järnekar, och familjen järneksväxter. Inga underarter finns listade i Catalogue of Life.